# Ngā Manu naturreservat
Ngā Manu är ett naturreservat i Waikanae i Kapiti Coast District i Nya Zeeland bestående av 14 hektar lågländsk träskskog. I naturreservatet finns voljärer med inhemska fågelarter som kaka, parakiter, kea, nyazeelanddykand, blåand samt en inhägnad för nattdjur som kivier och nyazeelandspökuggla. Det finns även inhägnader med tuataror.

## Historia
Naturreservatet drivs av välgörenhetsorganisationen Ngā Manu Trust som grundades 1974 och reservatet öppnades för allmänheten 1981.